# Magyar szlengszótárak listája
A magyar szlengszótárak listája csak a magyar szleng nyomtatásban, önálló könyvként megjelent szótárait tartalmazza, időrendi sorrendben. További kéziratos szlengszótárak találhatók még a Fattyúnyelvi szótárak listája címszó alatt is.

## Magyar egynyelvű szlengszótárak

### Online szlengszótárak
- Napiszleng - magyar online közösségi szlengszótár, amit az internet közössége gyűjt, alakít.
- Lexiq - kortárs szleng kifejezések jelentései.
- Jelentse.hu - online szlengszótár a legfrissebb kifejezésekkel

### Közszlengszótárak
- A pesti tájszólás kis szótára. A helyszinén eszközölt gyüjtés alapján összeállitotta: egy pesti bennszülött. Budapest, 1904. A „Pesti Napló” 1904. évi karácsonyi számának (55/356 [1904. december 25.]) melléklete. (32 lap)

- Pesti jassz-szótár. Összeállitotta és bevezetéssel ellátta Dr. Kabdebó Oszkár. Mezőtur, é. n. [1917]. (48 lap).
- Dictionary of Hungarian Slang by Dr. A. Sandri White. Aurea Publications, Central Valley, New York, 1960. (54 lap).
- Matijevics Lajos, Az utca nyelve. Újvidék, 1979. (118 lap).
- Nagy F., Magyar zsargon (tolvajnyelv) szótár. H. n., 1980. (18 lap).
- Zolnay Vilmos–Gedényi Mihály, A régi Budapest a fattyúnyelvben. Archiválva 2006. április 27-i dátummal a Wayback Machine-ben Budapest, 1996. (136 lap).
- Internetto zsargon. Gyűjtötte Nyírő András, szerkesztette Új Péter. Előszó: Parti Nagy Lajos. Budapest, 1997. (83 lap).
- Kövecses Zoltán, Magyar szlengszótár. Budapest, 1998. (XXXVI + 360 lap).
- Dahn, Thomas C., Wörterbuch der ungarischen Umgangsspache (Ungarisch–Deutsch). Hamburg, 1999. (016+328 lap)
- Timár György–Fazakas István, Szleng-szó-szedet. Budapest, 2003. (179 lap).
- Parapatics Andrea, Szlengszótár. (A mai magyar szleng 2000 szava és kifejezése fogalomköri szinonimamutatóval).Az Ékesszólás Kiskönyvtára 6. Budapest, 2008. (144 lap).
- Kövecses Zoltán, Magyar szlengszótár. Második, bővített és átdolgozott kiadás. Budapest, 2009. (336 lap).
- Nyelvész Józsi, Szlengblog. (Ha érted, hogy mondom). Budapest, 2009.

### Szakszleng szótárak

#### Bűnözői (tolvajnyelvi) szlengszótárak
- Tolvaj-nyelv (mely Európa legnagyobb részében nem csak a tolvajok, hanem az orgazdák és hozzátartozóik által is használtatik). A. F. Thiele és mások után németből magyarra forditotta Nagy Pál. főv. állam-rendőrségi polgári biztos. Győr, 1882. (83 lap).
- Berkes Kálmán, A tolvaj élet ismertetése. Budapest, 1888.
- A magyar tolvajnyelv és szótára. Irta és gyűjtötte: Jenő Sándor és Vető Imre. Budapest, 1900. (109 lap).
- A tolvajnyelv szótára. Kiadja: A Budapesti Államrendőrség Főkapitányságának Bűnügyi Osztálya. (Melléklet az „Államrendőrség” 44-ik rendkivüli számához.) Budapest, 1911. (76 lap).
- A magyar tolvajnyelv szótára. Összeállitotta Szirmay István „A Rend” munkatársa. Bevezető tanulmánnyal ellátta Dr. Balassa József a „Magyar Nyelvőr” szerkesztője. (Mindent Tudok Könyvtár 16. sz.) Budapest, é. n. [1924]. (61 lap).
- A tolvajnyelv szótára. Összeállitották: Dr. Kálnay Gyula m. kir. államrendőrségi főtanácsos, Benkes János m. kir. államrendőrségi detektiv. Nagykanizsa, 1926. (59 lap).
- Kiss Károly, A mai magyar tolvajnyelv. (BM Tanulmányi és Módszertani Osztály) Budapest, 1963. (93 lap).
- A mai magyar argó kisszótára. Összeállította Boross József, Szüts [= Szűts] László. Budapest, é. n. [1987]. (56 lap).
- Boross József–Szűts László, Megszólal az alvilág… (A mai magyar argó kisszótára). Budapest, 1990. (48 lap).
- Jasszok, zsarók, cafkavágók. (Életképek a vagányvilágból, ó- és új argószótár). Összeállította: Fazakas István. Budapest, 1991. (176 lap).
- Farkas István, Börtön argó szótár. [Budapest, 2004.] (11 lap)
- Szabó Edina, A magyar börtönszleng szótára. Szlengkutatás 5. Debrecen, 2008. (232 lap)

#### Diáknyelviszótárak
- Dobos Károly, A magyar diáknyelv és szótára. Budapest, 1898. (80 lap).
- Matijevics Lajos, A vajdasági magyar diáknyelv. Újvidék, 1972. (265 lap).
- Gémes Balázs, A kecskeméti diáknyelv szótára (1967). (Magyar Csoportnyelvi Dolgozatok 10. sz.) Budapest, 1982. (63 lap).
- Csányiné Wittlinger Mária, Egy miskolci szakközépiskola diákszavai. (Magyar Csoportnyelvi Dolgozatok 32. sz.) Budapest, 1987. (31 lap).
- Tóth Kornélia, A sárbogárdi diáknyelv szótára. Archiválva 2006. október 1-i dátummal a Wayback Machine-ben (Magyar Csoportnyelvi Dolgozatok 46. sz.) Budapest, 1990. (72 lap).
- Thomann Mónika–Tóth Kornélia, Magyar diákszótár (1965–1980). (Magyar Csoportnyelvi Dolgozatok 62. sz.) Budapest, 1994. (115 lap).
- Kardos Tamás–Szűts László, Diáksóder. (Hogyan beszél a mai ifjúság?). Budapest, é. n. [1995]. (197 lap).
- Hoffmann Ottó, Mini-tini-szótár. (A mai magyar diáknyelv szinonimaszótára).[halott link] Pécs, 1996. (285 lap).
- Rónaky Edit, Hogyan beszél ma az ifjúság? (Avagy: Hogy hadováznak a skacok?) Archiválva 2006. október 1-i dátummal a Wayback Machine-ben (Az Embernevelés Kiskönyvtára 2.) Szentlőrinc, 1995 (az utánnyomott kötetekben: 1996), második, javított kiadás: 1997. (92 lap, a második kiadásban 83 lap).
- Rónaky Edit, Kész röhej! (A diáknyelv humora). Harmadik – bővített – kiadás. Kolozsvár, 1999. (192 lap).
- Szabó, Dávid, L’argot des étudiants budapestois. (Analyse contrastive d’un corpus d’argot commun hongrois. Bibliothèque finno-ougrienne 13. Paris, 2004. (326 lap).
- Szűts László (2008): Diáksóder 2. Budapest. (178 lap).
- Vasné Tóth Kornélia (2010): Élő diáknyelv. (Két város, húsz év tükrében). Sopron, Novum Pocket. (129 lap).

#### Katonai szlengszótárak
- Kövesdi Péter–Szilágyi Márton, Egy nagykanizsai laktanya nyelve és folklórja. (Magyar Csoportnyelvi Dolgozatok 38. sz.) Budapest, 1988. (138 lap).
- Kis Tamás, A magyar katonai szleng szótára (1980–1990). (A Debreceni Kossuth Lajos Tudományegyetem Magyar Nyelvtudományi Intézetének Kiadványai 60. sz.) Debrecen, 1991. (178 lap).
- Fülöp Tamás, A lenti laktanya katonáinak nyelvhasználata 1985/86. (Magyar Csoportnyelvi Dolgozatok 48. sz.) Budapest, 1991. (19 lap).
- Kis Tamás, Bakaduma (A mai magyar katonai szleng szótára). Budapest, 1992. (391 lap).
- Kis Tamás, A magyar katonai szleng szótára. Második, javított, bővített kiadás. Szlengkutatás 6. Debrecen, 2008. (320 lap).

#### Repülős szlengszótár
- Háy György, Repülős szlengszótár. In: Háy György: Amit a repülésről tudni kell. Budapest, (2005). 217–56.

## Többnyelvű szlengszótárak

### Angol–magyar szlengszótárak
- András T. László–Kövecses Zoltán, Angol–magyar szlengszótár. (English–Hungarian Dictionary of Slang). Budapest, 1991. (317 lap).
- András T. László–Kövecses Zoltán, Magyar–angol szlengszótár. (Hungarian – English Thesaurus of Slang). Budapest, 1989. (391 lap).
- Szleng szótár. (Magyar. Magyar–angol). [A külső borítón: Szlengszótár diákoknak]. (Puska-sorozat diákoknak). H. n. Laude Kiadó, 1998. (74 lap).
- Takács Erika, Angol–amerikai szlengszótár. Budapest, 2002. (398 lap)
- Magyar Csilla szerk., PONS európai diákszótár. (Magyar–angol és magyar–német). Diákok munkáiból összeállítva. Barcelona–Budapest–London–Posen–Sofia–Stuttgart, 2003. (106 lap).
- Gerencsén Ferenc szerk., Angol szleng szótár. Tárogató könyvek. Budapest, 2004. (266 lap).
- Kövecses Zoltán, Angol–magyar szlengszótár. Debrecen, 2006. (459 lap).
- Kövecses Zoltán, Magyar–angol szlengszótár. Debrecen, 2006. (466 lap).

### Német–magyar szlengszótárak
- Magyar Csilla szerk., PONS európai diákszótár. (Magyar–angol és magyar–német). Diákok munkáiból összeállítva. Barcelona–Budapest–London–Posen–Sofia–Stuttgart, 2003. (106 lap).
- Pátrovics Péter, Német szlengszótár (avagy Die Leiden der jungen Wörter). H. n. [Budapest], 2004.

### Orosz–magyar szlengszótár
- Fenyvesi István, Orosz–magyar és magyar–orosz szlengszótár. (Русско–вeнгeрский и вeнгeрско–русский словарь слeнга). Budapest, 2001. (633 lap).

## Bibliográfiák
- A magyar szótárak és nyelvtanok könyvészete. Összeállitotta Sági István. (Magyar Nyelvtudományi Társaság Kiadványai 18. sz.) Budapest, 1922. (Diák- és tolvajnyelvi szótárak: 38)
- Kis Tamás, A magyar szlengszótárak. Magyar Nyelvjárások 32 (1995): 79–94.
- Kis Tamás, A magyar szlengkutatás bibliográfiája.[halott link] (A Debreceni Kossuth Lajos Tudományegyetem Magyar Nyelvtudományi Intézetének Kiadványai 68. sz.) Debrecen, 1996. (99 lap)